# Aeropuerto Mariana Grajales
El Aeropuerto Mariana Grajales (IATA: GAO, OACI: MUGT) es un aeropuerto que sirve a Guantánamo, una ciudad de Cuba. Se encuentra ubicado cerca de los poblados de Paraguay y Lajas.

## Construcción
La pista fue construida durante la Segunda Guerra Mundial por la Marina de los Estados Unidos, como una base aérea de reserva para la Base Naval de Guantánamo. Hasta la década de 1960 fue conocido como el Aeródromo de "Los Caños".

## Datos
El aeropuerto se encuentra en una elevación de 17 metros sobre el nivel del mar. Posee una pista designada 17/35 y construida de asfalto, la cual mide 2358 x 46 metros.